# Souvenirs d'enfance

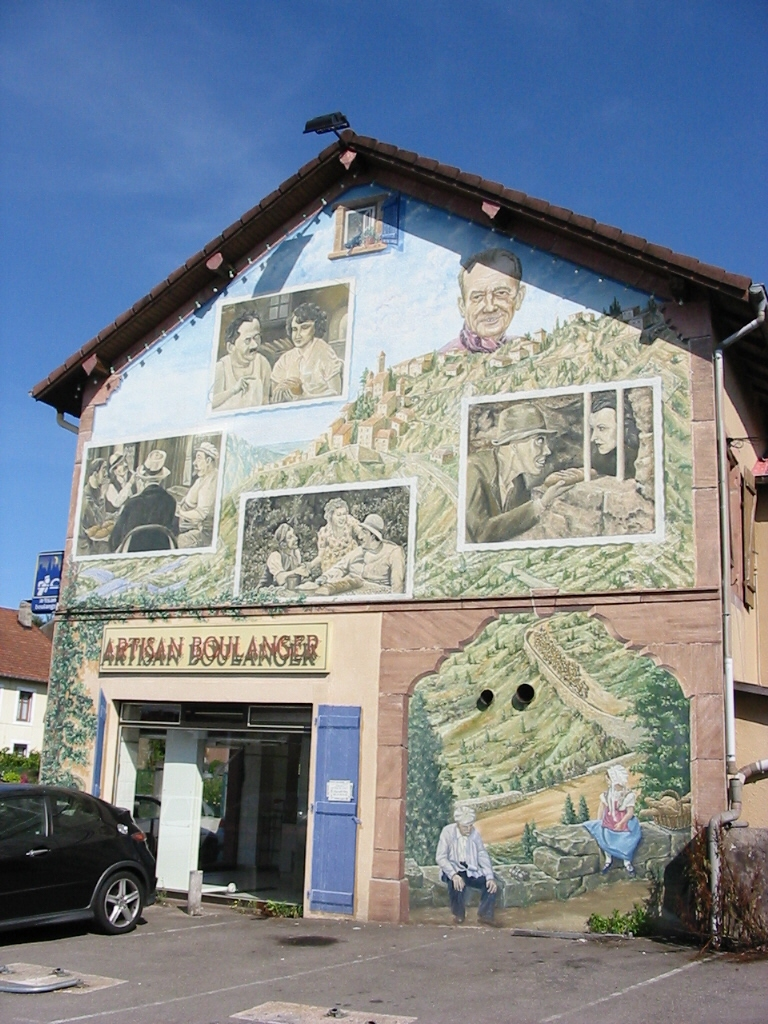
Commune de Sainte-Marguerite (Vosges). Hommage à Pagnol sur le mur de la boulangerie. 2009

Souvenirs d'enfance est une série de quatre romans autobiographiques de Marcel Pagnol.
Cette suite romanesque est composée de quatre tomes :
- 1957 : La Gloire de mon père
- 1957 : Le Château de ma mère
- 1960 : Le Temps des secrets
- 1977 : Le Temps des amours (inachevé, publication posthume)

L'idée d'écrire ces souvenirs est née lorsqu'un magazine féminin demande à Pagnol une nouvelle pour son numéro de Noël. Pagnol écrit alors l'histoire des quatre châteaux, qu'il reprend ensuite à la fin du second tome des Souvenirs d'enfance. Ce récit éveille en lui l'envie d'en raconter plus, et il entreprend donc ce qui, au départ, devait être une trilogie. Dans l'édition originale du Château de ma mère, l'ouvrage suivant est annoncé sous le titre Les Grandes Amours, et est qualifié de « suite et fin des souvenirs d'enfance ». L'auteur travaille finalement sur un quatrième tome, Le Temps des amours, dont l'écriture reste toutefois inachevée à sa mort. Ce dernier livre est publié de manière posthume, trois ans après la mort de son auteur.

## Adaptations à l'écran
Ces quatre romans ont été adaptés en deux diptyques et un film : 
- un premier diptyque, pour le cinéma, en 1990, réalisé par Yves Robert : La Gloire de mon père et Le Château de ma mère. Ce dernier empiète cependant sur Le Temps des secrets puisqu'il relate les aventures de Marcel Pagnol avec Isabelle.
- un deuxième diptyque, pour la télévision, en 2006 sous forme de deux téléfilms produits par Jacques Nahum et réalisés par Thierry Chabert : Le Temps des secrets et Le Temps des amours.
- Au cinéma en 2022 par Christophe Barratier avec Le Temps des secrets.

## Adaptation à la radio
Les trois premiers romans de la série Souvenirs d'enfance ont été adaptés pour la radio par France Culture, avec à chaque fois des extraits de l'œuvre lus par Hervé Pierre, de la Comédie-Française :
- La Gloire de mon père est diffusé en 2022
- Le Château de ma mère en 2023
- Le Temps des secrets en 2024